# Falenko
Falenko este o Comună rurală din departamentul Tanout, regiunea Zinder, Niger, cu o populație de 573 de locuitori (2001).